# 1116
سنة 1116 كانت سنة كبيسة تبدأ يوم السبت (الرابط يظهر نموذج التقويم الكامل للسنة) من التقويم اليولياني.

## أحداث

### حسب المكان

#### الإمبراطورية البيزنطية
- الخريف – معركة فيلوميليون: يقود الإمبراطور ألكسيوس الأول (كومنينوس) حملة استكشافية إلى الأناضول ويلتقي بالجيش السلجوقي بقيادة السلطان مالك شاه (بالقرب من فيلوميليون). يقدم البيزنطيون تشكيلًا قتاليًا جديدًا من ابتكار ألكسيوس، وهو الباراتاكسيس (تشكيل دفاعي يتكون من مربع مجوف، مع الأمتعة في الوسط). أثناء المعركة، يشن الأتراك السلاجقة عدة هجمات على التشكيلات، لكنهم صدوا جميعًا. يقوم سلاح الفرسان البيزنطي بهجومين مضادين؛ الأول غير ناجح. لكن الهجوم الثاني، بقيادة نقفور برينيوس (الأصغر)، يكسر قوات السلاجقة، التي تلجأ بعد ذلك إلى الفرار. في اليوم التالي، يهاجم مالك شاه مرة أخرى، ويحاصر جيشه البيزنطيين تمامًا من جميع الجهات. يتم صد الأتراك السلاجقة مرة أخرى، مع العديد من الخسائر. يدعي ألكسيوس النصر، ويضطر مالك شاه إلى قبول معاهدة سلام، حيث يعد باحترام حدود الإمبراطورية البيزنطية.[4]

#### بلاد الشام
- الصيف – يقوم الصليبيون بقيادة الملك بالدوين الأول ملك القدس بحملة إلى مصر ويسيرون حتى العقبة على البحر الأحمر. وبعد فرار السكان المحليين من المدينة، يبني بلدوين قلاعًا في العقبة وعلى جزيرة قريبة. ويترك حامية في كل من الحصنين. وتؤمن المعاقل الصليبية الثلاثة – مونتريال وإيلات وجراي – السيطرة على طرق القوافل بين سوريا ومصر.
- الخريف - يتوجه بلدوين الأول مسرعًا إلى صور (لبنان الحديث) ويبدأ في بناء حصن جديد، يُعرف باسم قلعة إسكنديليون، عند سلم صور، مما يكمل حصار المدينة من البر الرئيسي.

#### أوروبا
- 3 فبراير - وفاة الملك كولومان (المتعلم) بعد حكم دام 21 عامًا نجح خلاله في ترسيخ النظام الإقطاعي في المجر وتوسيع الحدود (جزئيًا عن طريق الإطاحة بالملك بيتر الثاني ملك كرواتيا).
- رامون بيرانجيه الثالث (العظيم)، كونت برشلونة، يبحر إلى روما في محاولة للحصول على دعم من الدول الإيطالية ورخصة من البابا باسكال الثاني لحملته الصليبية ضد المغاربة في إسبانيا.
- 15 يوليو - أورديلافو فاليرو، دوق البندقية، يهزم القوات المجرية بقيادة الملك ستيفن الثاني، الذين وصلوا لإنقاذ زادار؛ وتستسلم المدن المتبقية في دالماتيا للبندقية.
- القوات البرتغالية بقيادة الكونتيسة تيريزا تستولي على مدينتين غاليسيتين، توي وأورينسي. وردًا على ذلك، هاجمت شقيقة تيريزا، الملكة أوراكا (المتهورة)، البرتغال.
- تسيطر قوات المرابطين على جزر البليار، التي تعرض حكامها المغاربة للإضعاف الشديد على يد الغزاة البيزيين والكتالونيين.

## مواليد
- أبو الفرج بن الجوزي
- ابن سعد الخير البلنسي.

## وفيات
- كولومان